# Typhlops caymanensis
Typhlops caymanensis este o specie de șerpi din genul Typhlops, familia Typhlopidae, descrisă de Sackett 1940. Conform Catalogue of Life specia Typhlops caymanensis nu are subspecii cunoscute.